# TT352
La tombe thébaine TT 352 est située à Cheikh Abd el-Gournah, dans la nécropole thébaine, sur la rive ouest du Nil, face à Louxor en Égypte.
C'est la tombe d'un inconnu, gardien du grenier d'Amon, lors de la période ramesside.